# Benito Raman
Benito Raman (Gante, Bélgica, 7 de noviembre de 1994) es un futbolista belga. Juega de extremo y su equipo es el K. V. Mechelen de la Primera División de Bélgica.

## Clubes
| Club                        | País     | Año       |
| --------------------------- | -------- | --------- |
| K. A. A. Gante              | Bélgica  | 2011-2016 |
| Beerschot A. C. (cedido)    | Bélgica  | 2013      |
| K. V. Kortrijk (cedido)     | Bélgica  | 2013-2014 |
| Sint-Truidense (cedido)     | Bélgica  | 2016      |
| Standard de Lieja           | Bélgica  | 2016-2018 |
| Fortuna Düsseldorf (cedido) | Alemania | 2017-2018 |
| Fortuna Düsseldorf          | Alemania | 2018-2019 |
| F. C. Schalke 04            | Alemania | 2019-2021 |
| R. S. C. Anderlecht         | Bélgica  | 2021-2024 |
| Samsunspor                  | Turquía  | 2024      |
| K. V. Mechelen              | Bélgica  | 2024-     |

## Palmarés

### Campeonatos nacionales
| Título                      | Club               | País     | Año     |
| --------------------------- | ------------------ | -------- | ------- |
| Primera División de Bélgica | K. A. A. Gante     | Bélgica  | 2014-15 |
| 2. Bundesliga               | Fortuna Düsseldorf | Alemania | 2017-18 |